# Дзольдо-Альто
Дзольдо-Альто (итал. Zoldo Alto) — коммуна в Италии, располагается в провинции Беллуно области Венеция.
Население составляет 1183 человека (2008 г.), плотность населения составляет 19 чел./км². Занимает площадь 62 км². Почтовый индекс — 32010. Телефонный код — 0437.
Покровителем коммуны почитается святитель Николай Мирликийский, празднование 6 декабря.

## Демография
Динамика населения:

## Администрация коммуны
- Официальный сайт: http://www.comune.zoldoalto.bl.it(недоступная+ссылка)